# Mellansjön (Krokeks socken, Östergötland)
Mellansjön är en sjö i Norrköpings kommun i Östergötland och ingår i Kilaån-Motala ströms kustområde.